# Молодой театр (Леся Курбаса)
Молодой театр — театральная труппа, возглавляемая Лесем Курбасом, которая работала в Киеве в 1917—1919 годах. Отказавшись от этнографического репертуара, «Молодой театр» занялся поиском новых форм воплощения современной украинской и мировой классической драматургии.

## Ядро труппы
Основу труппы составили выпускники Музыкально-драматической школы Николая Лысенко, среди которых Василий Василько, Иона Шевченко, Марк Терещенко, Владимир Калин, Степан Бондарчук, Полина Самийленко, София Мануйлович, Антонина Смерека, Алексей Ватуля, Полина Нятко, Олимпия Добровольская, две дочери Анны Борисоглебской — Елена Рокитянская и София Горст,  Александр Юра-Юрский, другие талантливые актёры.
Большинство спектаклей как режиссёр поставил сам Лесь Курбас. Кроме него также работали режиссёрами Гнат Юра, Валерий Васильев и Семён Семдор. Художником-постановщиком был Анатолий Петрицкий, а на некоторые постановки приглашался также Михаил Бойчук.

## Направление деятельности и репертуар
В статьях Леся Курбаса в «Рабочей газете» под названиями «Манифест» и «Молодой театр» (1917) рассматривались художественные цели и принципы театра. Молодой театр отказался от этнографического репертуара и представил современные украинские пьесы и мировую классику.
Лесь Курбас стремился создать интеллектуальный и философский театр. Его поиски новых форм привели к творческому использованию в своих постановках ритма, жеста, музыки и художественного выражения.
Среди постановок первого сезона — реалистичная «Чёрная Пантера и Белый Медведь» и «Базар» Владимира Винниченко, натуралистическая «Молодость» Макса Хальбе и «Доктор Керженцев», по мотивам рассказа Леонида Андреева «Мысль» в постановке Гната Юры. Они сопровождались стилизованной презентацией символических этюдов Александра Олеся («Осень», «Танец жизни», «При свете костра», «Тихим вечером»), поставленные Лесем Курбасом и Гнатом Юрой. Молодой театр завершил свой первый сезон «мистерией духа» с элементами импрессионизма «Йоля» Ежи Жулавского.

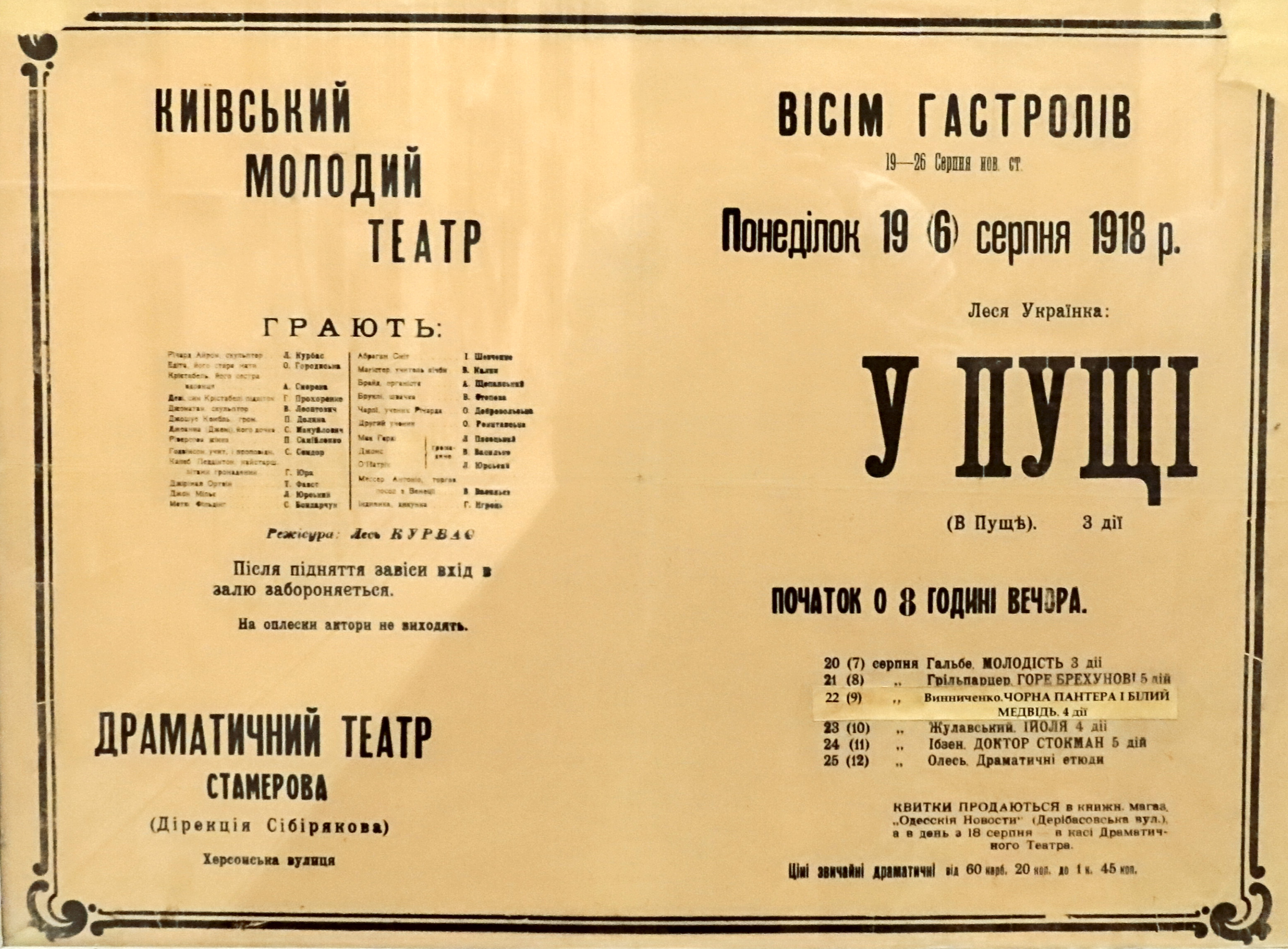
Афиша театра

В октябре 1918 года объявляется набор молодежи в Независимую студию при «Молодом театре», преподавателями которой были ведущие педагоги Высшего музыкально-драматического института им. Н. В. Лысенко и выдающиеся деятели сцены: Василий Василько, Марк Терещенко и другие.
Второй сезон (1918—1919) открылся постановкой Курбаса «Царь Эдип» Софокла, которая стала первой украинской постановкой греческой классики. Далее следовали курбасовские постановки «В пуще» Леси Украинки, «Горе лжецу» Франца Грильпарцера и «Шевченковский вечер» (экспрессионистские постановки драматических поэм Тараса Шевченко «Іван Гус» и «Великий льох».
В 1918 году Лесь Курбас задумал создать широкий сатирический обзор злободневных событий, использовав для этого принцип вертепа. В начале января 1919 года молодотеатровцы показали премьеру мистерии-традиции «Рождественский вертеп».
Гнат Юра поставил в течение второго сезона пьесу «Кандида» Бернарда Шоу, «Затопленный колокол» Герхарта Гауптмана, «Грех» Владимира Винниченко. Валерий Васильев поставил «Тартюф» Мольера, Семён Семдор — «Враг народа» («Доктор Стокман») Генрика Ибсена.
21 мая 1918 года был принят устав Общества на вере «Молодой театр в Киеве». Кроме узаконивание существования «Молодого театра», этот документ также освещал главную цель, которую ставил коллектив в искусстве, пути осуществления его планов и организационную структуру Общества. К тому времени такого устава не имел ни один украинский театр.
Весной 1919 года Молодой театр был национализирован большевистским правительством и вместе с Государственным драматическим театром вошёл в созданный Первый театр Украинской Советской Республики имени Шевченко.
Хотя театр просуществовал всего два года, он изменил направление развития украинского театра и его воспитанников вышла целая когорта будущих театральных режиссёров 1920-х годов, среди которых Лесем Курбасом, Гнат Юра, Марк Терещенко, Василий Василько.

## Помещение театра
Молодотеатровцы выступали на сценах Троицкого и Лукьяновского народных домов. Первый сезон театр арендовал помещение театра «Бергонье» при содействии П. М. Милорадовича, который был украинофилом. Театр получил право на два утренних спектакля каждую неделю. Впоследствии представления были перенесены на вечер, а сам театр разместился по адресу улица Фундуклеевская, 5.
В 1918 году молодотеатровцы обратились к широким кругам общества через «Рабочую газету» с воззванием о поддержке театра, в результате чего поклонники театра начали покупать паи Общества на вере «Молодой театр в Киеве», что позволило арендовать трёхэтажный дом на улице Прорезной, 17.
Планировалось за счёт сдачи в аренду первых двух этажей получить средства на ремонт дома, а третий этаж превратить в театральное помещение, изготовить декорации, реквизит, костюмы. На время ремонта творческий состав театра для подготовки репертуара был отправлен в Одессу.
В Одессе коллектив Молодого театра поселился в одной из школ в районе Большого Фонтана. Во дворе школы среди деревьев были расположены столы на тридцать человек. Питались с одного котла, прилаженного на камнях. Зарплата никому не выплачивалась. Репетиции проводили Лесь Курбас, Гнат Юра и Семён Семдор. Валерий Васильев готовился к постановке «Тартюфа». В свободное время пели, купались в море, играли в городки, читали, издавали юмористический журнал. Для одесситов молодотеатровцы дали семь спектаклей, которые имели зрительский успех.
По возвращении в Киев, в конце августа 1918 года, молодотеатровцы не получили ожидаемого помещения из-за мошенничества арендатора. И хотя проблема с ним была решена и ремонт был завершён, помещение под свою комендатуру реквизировали немцы, которые господствовали в городе. Лишь после немецкого отступления театру удалось вернуть себе помещение.

## Персоналии
- Бойчук, Михаил Львович (художник-постановщик)
- Бондарчук, Степан Корнеевич
- Васильев, Валерий Михайлович
- Васильев Б. (электротехник)
- Василько, Василий Степанович
- Ватуля, Алексей Михайлович
- Гавришко Иван
- Гирняк, Иосиф Иосифович
- Голицинская Елена Игнатовна
- Городиская Ольга
- Горст, София Игнатовна
- Дейч, Александр Иосифович
- Добровольская, Олимпия Остаповна
- Долина, Павел Трофимович
- Дорошенко Антонина
- Игнатович-Балинский, Игнат Игнатович
- Игрец (Засульская) Галина
- Калин, Владимир Иванович
- Кошевский, Константин Петрович
- Курбас, Лесь Петрович
- Леонтович Владимир (Бондаренко)
- Лабинский, Николай Инатович
- Лопатинский, Фауст Львович
- Макаренко, Андрей Григорьевич
- Мануйлович, София Андриановна
- Милорадович Пётр М.
- Молько Мария
- Нещадименко, Харитина Петровна
- Онацкая Вера Демьяновна
- Петрицкий, Анатолий Галактионович (художник-постановщик)
- Полонский, Андрей Матвеевич
- Предславич, Леонид Юлианович
- Прохоренко Галина
- Пьясецкий Лесь
- Репнина Надежда
- Самийленко, Полина Никитична
- Семдор, Семён Зиновьевич
- Смерека, Антонина Михайловна
- Табачникова-Нятко, Полина Моисеевна
- Терещенко, Марк Степанович
- Трембита Кость
- Фавел Теофил
- Чистякова, Валентина Николаевна
- Шевченко, Иона Васильевич
- Щепанская Вера
- Щепанский Андрей
- Юра, Гнат Петрович
- Юра-Юрський, Александр Петрович
- Юхименко, Иван Яковлевич